# Buffalo Springfield
Buffalo Springfield foi uma banda norte-americana de folk rock de vida curta e de grande influência, que serviu de plataforma de lançamento para as carreiras de Neil Young, Stephen Stills, Richie Furay e Jim Messina. Após sua formação, em abril de 1966, uma série de interrupções devido a pressões do mundo de negócio musical e brigas internas, deu como resultado trocas contínuas na formação da banda, e finalmente culminou na dissolução da banda depois de apenas 25 meses juntos.

## Nascimento da banda
Em meados de 1966, em Los Angeles, nasceu uma das famílias mais importantes para a árvore genealógica do Rock. Stephen Stills reencontrou o seu amigo canadense Neil Young, que havia conhecido em 1965, em Fort William (atual Thunder Bay), norte de Ontário. Young estava lá com The Squires, um grupo de Winnipeg que ele liderava desde fevereiro de 1963, e Stills estava em turnê com a Company, na qual era guitarrista e vocalista. Em questão de dias, com Richie Furay e Bruce Palmer, estava criada a Buffalo Springfield.
Segundo relato de Neil Young, em Waging Heavy Peace: A Hippie Dream (no Brasil, Neil Young: A Autobiografia), de 2012: "Não conseguíamos encontrar Stills em lugar nenhum. Finalmente desistimos de Los Angeles e decidimos ir para São Francisco [...]. Seguimos nosso rumo pela Sunset e ficamos presos num engarrafamento. Notamos que talvez não tivéssemos gasolina suficiente para chegar a São Francisco. Começamos a pensar numa solução quando ouvi uma voz gritando: "Ei, Neil!!! É você?". Olhei pela janela do motorista do carro funerário. Era Stills! Descemos e nos abraçamos bem ali, no Sunset Boulevard, no meio do trânsito. Ouvimos montões de buzinadas! Para nós, parecia que todos comemoravam nosso encontro. Alguma coisa estava acontecendo, mas não sabíamos o quê! Era a danada da Buffalo Springfield que estava nascendo."
O baterista Dewey Martin, que tocou com o grupo de garage rock Standells e com artistas country como Patsy Cline e os Dillards, juntou-se à Buffalo Springfield por sugestão do empresário dos Byrds, Jim Dickson. O novo grupo, então, estreou em 11 de abril de 1966, no The Troubadour, em West Hollywood, cinco dias após o encontro casual na Sunset Boulevard. Poucos dias depois, eles começaram uma curta turnê pela Califórnia como banda de abertura dos Dillards e dos Byrds.

## Discografia
Álbuns
- Buffalo Springfield (1966)
- Buffalo Springfield Again (1967)
- Last Time Around (1968)
- The Best of Buffalo Springfield - Retrospective (1969)

EP's
- For What It's Worth (1967)
- On the Way Home (1968)
- Rock 'n' Roll Woman (1968)
- Fours (1972)